# Digera angustifolia
Digera angustifolia är en amarantväxtart som beskrevs av Karl Suessenguth. Digera angustifolia ingår i släktet Digera och familjen amarantväxter. Inga underarter finns listade i Catalogue of Life.